# Solidago azorica
Solidago azorica (лат.) — многолетнее травянистое растение, вид рода Золотарник (Solidago) семейства Астровые, или Сложноцветные (Asteraceae). Эндемик Азорских островов. Вид тесно связан с Solidago sempervirens, произрастающим в восточной части Северной Америки, но в дополнение к морфологическим различиям между этими двумя видами существует чёткое генетическое разделение. Считается, что S. azorica произошёл от своего американского родственника в результате естественной интродукции, произошедшей задолго до заселения островов человеком. 

## Описание
Solidago azorica — многолетнее травянистое растение. Стебли достигают 60 см в высоту. Многочисленные листья верхушечные и слегка утолщённые. Цветёт множеством мелких жёлтых цветков.

## Ареал и местообитание

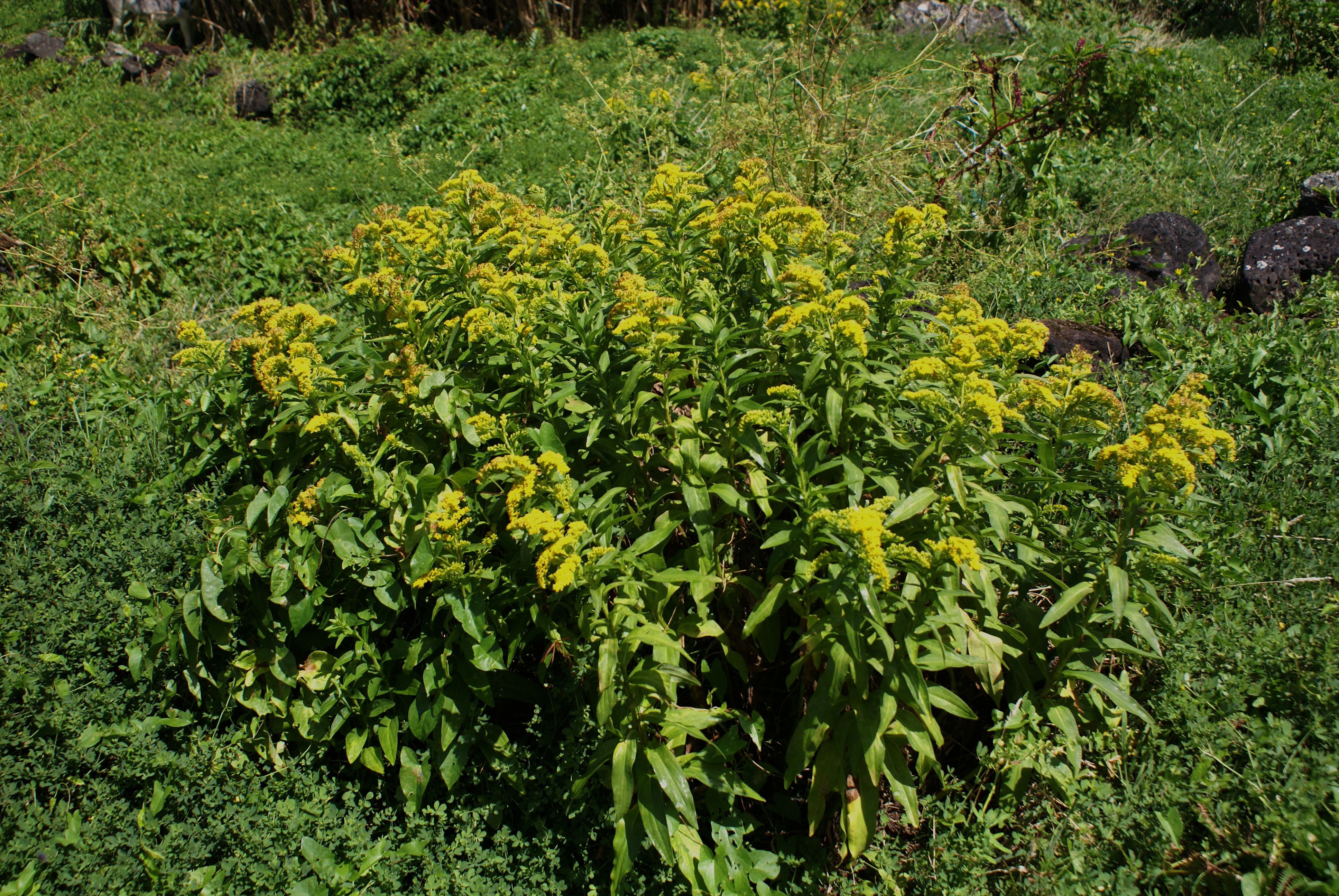
S. azorica в природе

Эндемик Азорских островов, произрастает на всех девяти островах архипелага. Этот золотарник встречается на прибрежных скалах, потоках лавы и песчаных или каменных отложениях на пересечённой местности. рассеянными группами встречается в прибрежных лугах, где доминирует Festuca petraea, а также на открытых местах, вдоль троп и каменных откосов. растёт на высотах до 500 м (900 м на Флорише).